# Dödligt vapen 4
Dödligt vapen 4 (engelska: Lethal Weapon 4) är en amerikansk actionfilm som hade biopremiär i USA den 10 juli 1998 i regi av Richard Donner med Mel Gibson, Danny Glover, Joe Pesci och Chris Rock i huvudrollerna.

## Handling
Filmen handlar om polisparet Martin Riggs (Mel Gibson) Roger Murtaugh (Danny Glover). Den här gången tar sig detektiverna an ett fall där den kinesiska maffian i Los Angeles ägnar sig åt människosmuggling och falskmyntning. Samtidigt så är Riggs flickvän Lorna gravid. Gravid är även Roger Murtaughs dotter Rianne och fadern är en ung kriminalpolis, Lee Butters, som Rianne har gift sig med trots att Riannes far har sagt åt henne att inte umgås med poliser. Medverkar gör även Leo Getz, som tidigare varit en småskurk men som nu jobbar som privatdetektiv.

## Rollista (urval)
- Mel Gibson - Martin Riggs
- Danny Glover - Roger Murtaugh
- Joe Pesci - Leo Getz
- Rene Russo - Lorna Cole
- Chris Rock - Lee Butters
- Jet Li - Wah Sing Ku
- Kim Chan - Farbror Benny
- Traci Wolfe - Rianne Murtaugh

## Om filmen
Filmen hade Sverigepremiär den 29 juli 1998.

### Fotnoter
1. ↑  läs online, www.boxofficemojo.com .[källa från Wikidata]
2. ↑  läs online, www.sfi.se .[källa från Wikidata]
3. ↑  Internet Movie Database, läs online, läst: 14 april 2017.[källa från Wikidata]
4. ↑  Box Office Mojo, läst: 7 mars 2019.[källa från Wikidata]
5. ↑  ”Lethal Weapon 4” (på engelska). Box Office Mojo. 10 juli 1998. http://www.boxofficemojo.com/movies/?id=lethalweapon4.htm. Läst 10 september 2016.
6. ↑  ”Lethal Weapon 4”. Svensk filmdatabas. 29 juli 1998. http://www.sfi.se/sv/svensk-filmdatabas/Item/?type=MOVIE&itemid=36916. Läst 10 september 2016.